# Subkutant emfysem
Underhudsemfysem kallas även subkutant emfysem är ett sjukligt tillstånd med luftbubblor eller annan gas under huden.
Subkutant betyder ”under huden”, och emfysem betyder ”sjuklig uppblåsning av vävnad”. Detta innebär att luft kan tränga in under huden. Luften kan passera från mediastinum upp under huden på halsen där en svullnad kan uppstå. Trycker man på denna svullnad kan det låta som när man går på riktigt kall snö, det vill säga ett krasande ljud kan uppstå. Andra symptom som kan förekomma kan vara röstförändringar och andningsbesvär.